# Affeltrangen
Affeltrangen é uma comuna da Suíça, no Cantão Turgóvia, com cerca de 2.140 habitantes. Estende-se por uma área de 14,33 km², de densidade populacional de 149 hab/km². Confina com as seguintes comunas: Amlikon-Bissegg, Braunau, Bussnang, Lommis, Thundorf, Tobel-Tägerschen.
A língua oficial nesta comuna é o Alemão.